# Ланчана реакција
Ланчана реакција је низ реакција где реактивни продукт или међу продукт проузрокује даље
реакције. Примери ланчаних реакција су:
- Нуклерана фисија, где се атом у тој реакцији распада на неколико нових атома, продукта, притом ослобађајући нове неутроне, способне да даљен проузрокују фисиону ланчану реакцију са другим атомима.
- Хемијска реакција, где је продукт реакције и сам реактиван и може да проузрокује даље, сличне, реакције. На пример, сваки корак ланчане реакције  +  утроши један молекул H2 или Cl2, један слободан радикал H или Cl производећи један молекул HCl и слободан радикал.
- Електронска лавина, где удар слободних електрона у јаком електричном пољу формира нове електроне који ће прозвести исту узастопну, ланчану, реакцију.